# العلاقات الغينية النيوزيلندية
العلاقات الغينية النيوزيلندية هي العلاقات الثنائية التي تجمع بين غينيا ونيوزيلندا.

## مقارنة بين البلدين
هذه مقارنة عامة ومرجعية للدولتين:
| وجه المقارنة                                              | غينيا       | نيوزيلندا                                              |
| --------------------------------------------------------- | ----------- | ------------------------------------------------------ |
| المساحة (كم2)                                             | 245.86 ألف  | 268.02 ألف                                             |
| عدد السكان (نسمة)                                         | 12.72 مليون | 4.24 مليون                                             |
| الكثافة السكانية (ن./كم²)                                 | 51.74       | 15.82                                                  |
| العاصمة                                                   | كوناكري     | ويلينغتون، أوكلاند                                     |
| اللغة الرسمية                                             | لغة فرنسية  | لغة إنجليزية، اللغة الماورية، لغة الإشارة النيوزيلندية |
| العملة                                                    | فرنك غيني   | دولار نيوزيلندي، الجنيه النيوزيلندي                    |
| الناتج المحلي الإجمالي (بليون دولار)                      | 10.50 مليار | 205.85 مليار                                           |
| الناتج المحلي الإجمالي (تعادل القوة الشرائية) بليون دولار | 15.24 مليار |                                                        |
| الناتج المحلي الإجمالي الاسمي للفرد دولار أمريكي          | 531         |                                                        |
| الناتج المحلي الإجمالي للفرد دولار أمريكي                 | 1.22 ألف    |                                                        |
| مؤشر التنمية البشرية                                      | 0.411       | 0.914                                                  |
| رمز المكالمات الدولي                                      | +224        | +64                                                    |
| رمز الإنترنت                                              | .gn         | .nz                                                    |
| المنطقة الزمنية                                           | 00          | ت ع م+13:00، ت ع م+12:00                               |

## منظمات دولية مشتركة
يشترك البلدان في عضوية مجموعة من المنظمات الدولية، منها:
| علم المنظمة | اسم المنظمة                               | تاريخ انضمام غينيا | تاريخ انضمام نيوزيلندا |
| ----------- | ----------------------------------------- | ------------------ | ---------------------- |
|             | مؤسسة التنمية الدولية                     | 26 سبتمبر 1969     | 1 أكتوبر 1974          |
|             | يونسكو                                    | 2 فبراير 1960      | 4 نوفمبر 1946          |
|             | وكالة ضمان الاستثمار متعدد الأطراف        | 5 أكتوبر 1995      | 22 أبريل 2008          |
|             | الأمم المتحدة                             | 12 ديسمبر 1958     | 24 أكتوبر 1945         |
|             | الفريق المعني برصد الأرض                  | ?                  | ?                      |
|             | الاتحاد البريدي العالمي                   | ?                  | ?                      |
|             | البنك الدولي للإنشاء والتعمير             | 28 سبتمبر 1963     | 31 أغسطس 1961          |
|             | منظمة حظر الأسلحة الكيميائية              | ?                  | ?                      |
|             | مؤسسة التمويل الدولية                     | 22 أكتوبر 1982     | 31 أغسطس 1961          |
|             | المركز الدولي لتسوية المنازعات الاستشارية | 4 ديسمبر 1968      | 2 مايو 1980            |
|             | منظمة التجارة العالمية                    | 25 أكتوبر 1995     | ?                      |
|             | منظمة الشرطة الجنائية الدولية             | ?                  | ?                      |

## وصلات خارجية
- موقع وزارة الخارجية النيوزيلندية